# Gąsiorowo (Działdowo)
Gąsiorowo (deutsch Ganshorn) ist ein Dorf in der polnischen Woiwodschaft Ermland-Masuren. Es gehört zur Gmina Działdowo (Landgemeinde Soldau) im Powiat Działdowski (Kreis Soldau).

## Geographische Lage
Gąsiorowo liegt im Nordosten der Gmina Działdowo im Südwesten der Woiwodschaft Ermland-Masuren, 37 Kilometer südöstlich der früheren Kreisstadt Osterode (Ostpreußen) (polnisch Ostróda) bzw. 17 Kilometer nördlich der heutigen Kreismetropole Działdowo (deutsch Soldau i. Ostpr.).

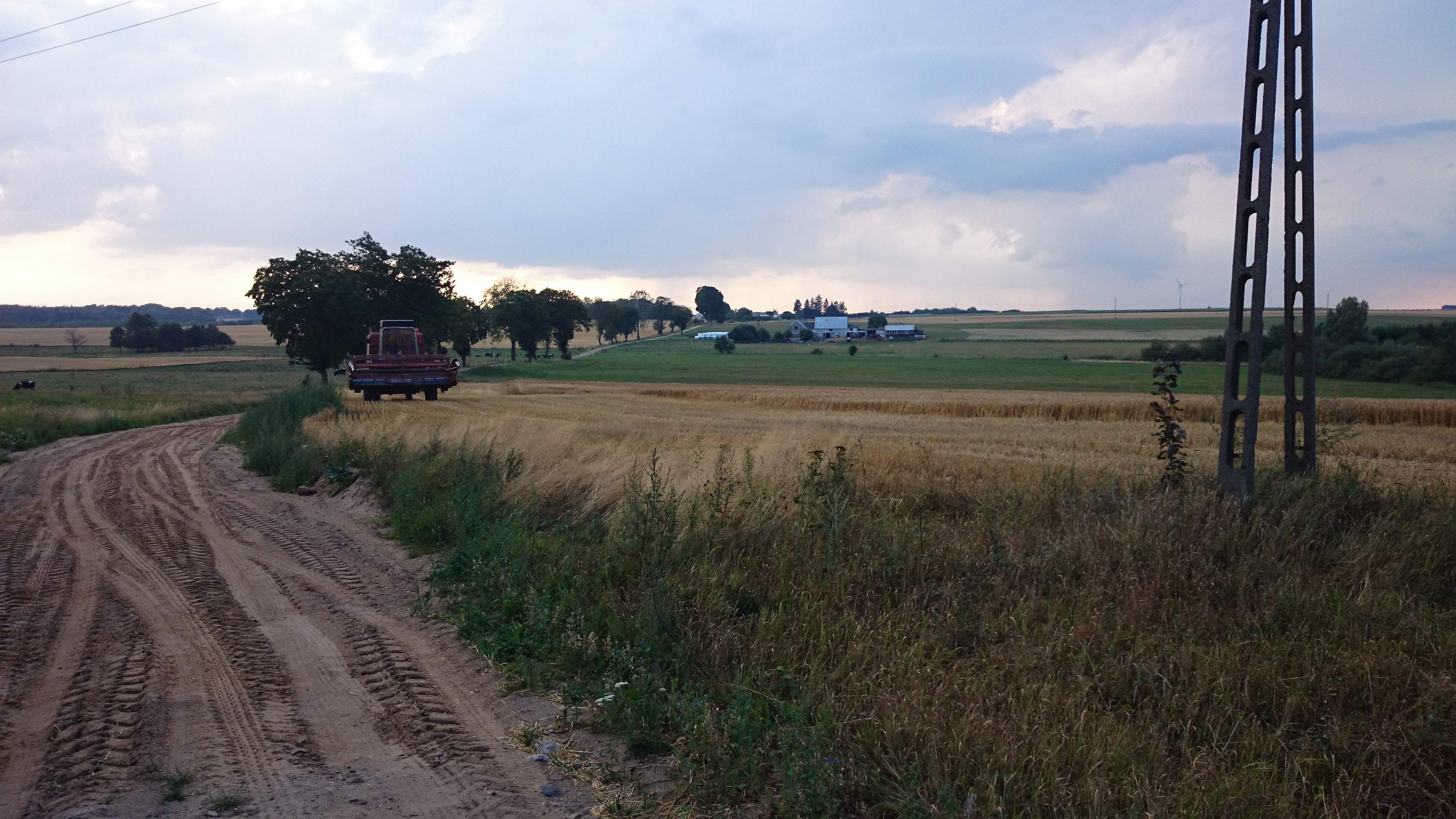
Landschaft bei Gąsiorowo

## Geschichte
Das Dorf Ganshorn mit Gut – später Domäne – wurde 1395 erstmals erwähnt. Jedoch schon 1321 verschrieb der Landmeister Friedrich von Wildenberg den Rittern Peter von Heeselicht und Conrad von Wansen und ihren Freunden das Gelände, das Bartek von Pilgramsdorf 1395 an Jokusch von Ganshorn verkaufte. Im 17./18. Jahrhundert war das Gut Bestandteil der Gilgenburger Güter der Reichsgrafen Finck von Finckenstein und geriet 1831 in Konkurs. Zuletzt war das Gut königliche Domäne, die 1920 aufgesiedelt wurde.
Von 1874 bis 1945 war Ganshorn als Landgemeinde und als Gutsbezirk in den Amtsbezirk Rauschken (polnisch Ruszkowo) im Kreis Osterode in Ostpreußen eingegliedert. Um 1900 erhielt der Ortsname offiziell den Zusatz „bei Gilgenburg“, um ihn vor der Verwechslung mit dem gleichnamigen Ort Ganshorn „bei Hohenstein“ (polnisch Gąsiorowo Olsztyneckie), ebenfalls im Kreis Osterode gelegen, in Schutz zu nehmen.
Im Jahre 1910 waren in Ganshorn bei Gilgenburg 163 Einwohner gemeldet, von denen 156 in der Landgemeinde und sieben im Gutsbezirk ansässig waren. Am 30. September 1928 schlossen sich die Landgemeinde Ganshorn und der Gutsbezirk Ganshorn zur neuen Landgemeinde Ganshorn bei Gilgenburg zusammen. Die Einwohnerzahl belief sich 1933 auf 294 und 1939 auf 275.
Ganshorn wurde 1945 in Kriegsfolge mit dem gesamten südlichen Ostpreußen an Polen überstellt. Das Dorf erhielt die polnische Namensform „Gąsiorowo Dąbrównieńskie“ und wurde später in „Gąsiorowo“ (ohne Zusatz) umbenannt. Heute ist es mit dem Sitz eines Schulzenamts eine Ortschaft im Verbund der Gmina Działdowo (Landgemeinde Soldau) im Powiat Działdowski (Kreis Soldau), bis 1998 der Woiwodschaft Ciechanów, seither der Woiwodschaft Ermland-Masuren zugehörig. Das einstige Gutshaus ist nicht mehr erhalten. Die Zahl der Einwohner belief sich 2011 auf 241.

## Kirche
Vor 1945 war Ganshorn in die evangelische Kirche Rauschken (polnisch Ruszkowo) in der Kirchenprovinz Ostpreußen der Kirche der Altpreußischen Union und in die römisch-katholische Kirche Gilgenburg (Dąbrówno) eingepfarrt. Heute gehört Gąsiorowo evangelischerseits zur Pfarrei Działdowo in der Diözese Masuren der Evangelisch-Augsburgischen Kirche in Polen. Katholischerseits ist Gąsiorowo jetzt eine Filialgemeinde der Pfarrei Ruszkowo im Erzbistum Ermland.

## Verkehr
Gąsiorowo liegt an einer Nebenstraße, die Lipówka (Lindenau) mit Gardyny (Groß Gardienen) verbindet. Ein Bahnanbindung besteht nicht.